# Deferribacterota
Phylum
Synonymes
- Deferribacteres Garrity & Holt 2001
- Deferribacteraeota Oren et al. 2015
- Deferribacterota Whitman et al. 2018

Les Deferribacterota (anc. Deferribacteres) sont un phylum du règne des Pseudomonadati, au sein du domaine Bacteria, monotypique jusqu'à l'ordre des Deferribacterales. Son nom provient de Deferribacter qui est le genre type de ce phylum.
Selon la LPSN (27 avril 2025) ce phylum ne contient qu'une seule classe, les Deferribacteres Huber & Stetter 2002.

## Historique
Décrit en 2001 sous le nom de Deferribacteres dans le Bergey's Manual of Systematic Bacteriology mais publié de manière non valide, ce taxon a été republié en 2021 pour se conformer aux règles de nomenclature de l'ICSP et rebaptisé Deferribacterota.

## Taxonomie

### Étymologie
L'étymologie de Deferribacterota est la suivante : De.fer.ri.bac.te.ro’ta N.L. masc. n. Deferribacter, genre type du phylum; N.L. neut. pl. n. suff. -ota, suffixe pour définir un phylum; N.L. neut. pl. n. Deferribacterota, le phylum des Deferribacter,.